# Monestir de la Visitació de Santa Maria
El Monestir de la Visitació de Santa Maria és un edifici inventariat de Godella.
Des del juny de 2017 acull la primera fundació fora de Burgos de la comunitat Iesu Communio. Anteriorment hi havia hagut les germanes Saleses.